# Учтепа (Андижанская область)
Учтепа (узб. Uchtepa / Учтепа) — посёлок городского типа, расположенный на территории Булакбашинского района Андижанской области Республики Узбекистан.
В переводе с узбекского языка слово «Учтепа» означает три холма.
Статус посёлка городского типа с 2009 года.
В 2017 году на территории села акционерным обществом «Андижаннефть» была пробурена скважина, давшая выход природного газа. Дальнейшие геологоразведочные работы обнаружили газовое месторождение. По состоянию на февраль 2018 года газ добывался в трёх скважинах, ещё одна готовилась к вводу в эксплуатацию. В районе продолжались геологоразведочные работы по выявлению запасов углеводородов.